# Banda de valència
En la teoria de sòlids, es denomina  banda de valència  al més alt dels intervals d'energies electròniques (o bandes) que es troba ocupat per electrons en el zero absolut. A semiconductors i aïllants apareix una banda prohibida o  gap  per sobre de la banda de valència, seguida d'una banda de conducció a energies encara més grans. En els metalls, per contra, no hi ha cap interval d'energies prohibides entre les bandes de valència i de conducció.
La baixa conductivitat elèctrica de semiconductors i aïllants es deu a les propietats de la banda de valència. Es dona la circumstància que el nombre d'electrons és exactament el mateix que el nombre d'estats disponibles a la banda de valència. A la banda prohibida, evidentment, no hi ha estats electrònics disponibles. Això significa que quan s'aplica un camp elèctric els electrons no poden incrementar la seva energia (és a dir, no poden ser accelerats) al no haver estat disponibles on puguin moure's més ràpidament del que ja ho fan.
Tot i això, els aïllants presenten certa conductivitat. Això es deu a l'excitació tèrmica, que provoca que alguns electrons adquireixin suficient energia com per saltar la banda prohibida i accedir a un estat de la banda de conducció. Una vegada que es troben a la banda de conducció poden conduir l'electricitat. A més, els estats disponibles o buits que deixen els electrons a la banda de valència contribueixen també a la conductivitat del material, en permetre certa mobilitat a la resta d'electrons de la banda de valència.
Un error freqüent consisteix a dir que els electrons dels aïllants es troben "lligats" als nuclis atòmics, donant a entendre que no poden moure's. De fet, aquests electrons sí que poden moure's lliurement per l'aïllant, aconseguint velocitats de l'ordre de 100 km per segon. Tant en metalls com en aïllants, els electrons es troben "deslocalitzats", sense que sigui possible assignar una posició definida dins del material.

## Nota
1. ↑  Paul A. Tipler; Gene Mosca. Física para la ciencia y la tecnología: Electricidad y magnetismo, luz, física moderna.  Reverte, març 2005, p. 1158–. ISBN 9788429144123 [Consulta: 2 maig 2011].
2. ↑  Santiago Burbano de Ercilla; Carlos Gracía Muñoz. Física general.  Editorial Tebar, 2003, p. 710–. ISBN 9788495447821 [Consulta: 2 maig 2011].
3. ↑  William D. Callister. Introducción a la ciencia e ingeniería de los materiales.  Reverte, octubre 1996, p. 616–. ISBN 9788429172546 [Consulta: 2 maig 2011].